# 亮叶杜鹃
亮叶杜鹃（学名：Rhododendron vernicosum）为杜鹃花科杜鹃花属下的一个种。

## 扩展阅读
- 維基物種上的相關：亮叶杜鹃